# Frida Skybäck
Frida Kajsa Viktoria Plasencia Skybäck, född 10 maj 1980 i Göteryd, är en svensk författare.

## Författarverksamhet
Skybäcks debutroman, Charlotte Hassel, utkom 2011 och följer en ung kvinna i 1700-talets Stockholm och hennes kamp för upprättelse, självständighet och kärlek. Nästa roman kom året efter och handlar om vita frun som spökar på Borgeby slott i Skåne och heter följaktligen Den vita frun. 2014 utgavs första delen av en romansvit om systrarna Stiernfors i Lund på 1800-talet, Norrsken. Nästa del, Polarnatt, kom sommaren 2015 och har bland annat beskrivits som välskriven och engagerande. Den tredje och avslutande boken i serien, Midnattssol, släpptes hösten 2018 och har av recensenter kallats för "underhållande, gripande och välskriven". Återkommande teman i serien om systrarna Stiernfors är den kvinnliga kampen för oberoende och samhällsengagemang och böckerna utspelar sig framför allt i Skåne.
Under hösten 2014 startade Frida Skybäck, tillsammans med författarkollegan Agnes Hellström, poddcasten "Författarpodden" som 2014 av Dagens Nyheter utsågs till den bästa podcasten om litteratur och skrivande. I "Författarpodden" får man veta hur förlagsvärlden fungerar, hur man säljer in ett manus, hur man hanterar ett refuseringsbrev och allt som hör till den praktiska och kreativa processen som författare.
2018 släpptes hennes feelgoodroman Bokhandeln på Riverside Drive som uppmärksammades och har sålts till flera länder; hösten 2019 kom uppföljaren Bokcirkeln vid världens ände. 
Mellan 2015 och 2017 frilansade Skybäck även som kulturkrönikör för Skånska Dagbladet.

## Priser och utmärkelser
- Hedersomnämnande i Amelias Deckartävling 2010.[10]